# روي هاغرتي
روي هاغرتي (بالإنجليزية: Roy Haggerty)‏ هو لاعب دوري الرغبي بريطاني، ولد في 22 مارس 1960 في Thatto Heath ‏ في المملكة المتحدة، وتوفي في 22 أبريل 2018.